# Henri François le Dran

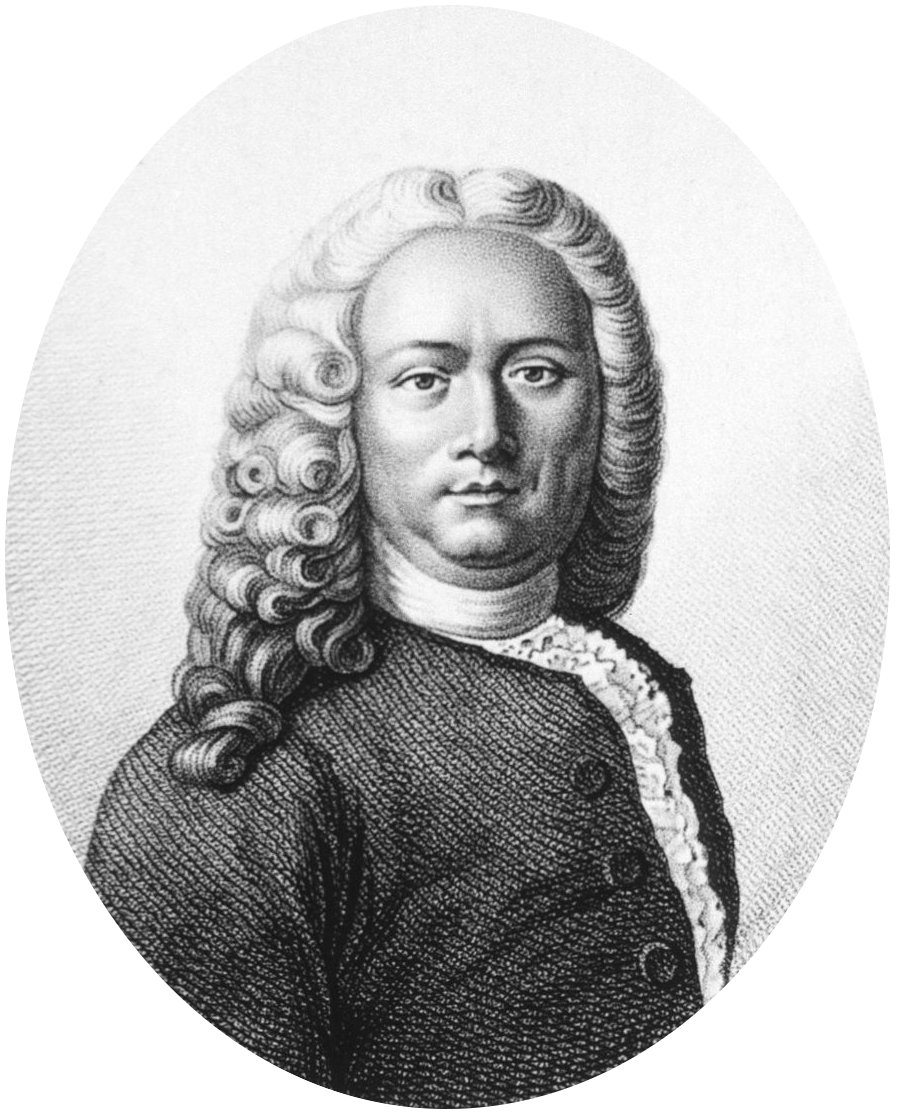
Henri François Le Dran

Henri François le Dran (ur. 13 października 1685; zm. 17 października 1770) francuski chirurg wojskowy, członek Królewskiej Akademii Chirurgii. W 1737 roku opisał leczenie ran postrzałowych za pomocą nacięć. Metoda ta była stosowana przez kilkadziesiąt lat.